# Sempronia de limitibus
La lex Sempronia de limitibus va ser una antiga llei romana de les anomenades Agrariae proposada per Tiberi Semproni Grac l'any 133 aC, quan eren cònsols Publi Muci Escevola i Luci Calpurni Pisó Frugi. Sembla que renovava les disposicions de la llei Cornelia de limitibus.